# Montzen-Gare
Montzen-Gare est un hameau de la province de Liège qui s’est développé autour de l’importante gare de Montzen sur la route qui va à Plombières. Avec Montzen il fait aujourd’hui administrativement partie de la commune de Plombières, en région wallonne de Belgique. 

## Histoire
Le hameau se trouve au nord de la ligne de chemin de fer (ligne 24) Tongres - Aix-la-Chapelle qui avait une gare importante là où elle traverse la route allant de Montzen à Plombières. La gare de Montzen fut ouverte en 1917 par l’occupant allemand qui avait construit la ligne en tant qu'axe stratégique vers le front de l'Ouest.  
Le hameau fut créé de 1914 à 1918 près de la gare comme quartier ouvrier pour le personnel du chemin de fer. La gare fut fermée aux voyageurs en 1957.  

## Patrimoine
- L’ancienne gare, dont les infrastructures étaient importantes (une gare de triage, un dépôt de locomotives et plusieurs hangars) était une gare de bifurcation des lignes 24, 38 et 39. Elle n’est plus ouverte qu’au trafic de fret. C’est à Montzen-Gare que les locomotives des trains venant d’Allemagne étaient remplacées par des belges.
- La chapelle Saint-Roch fut construite en 1958.

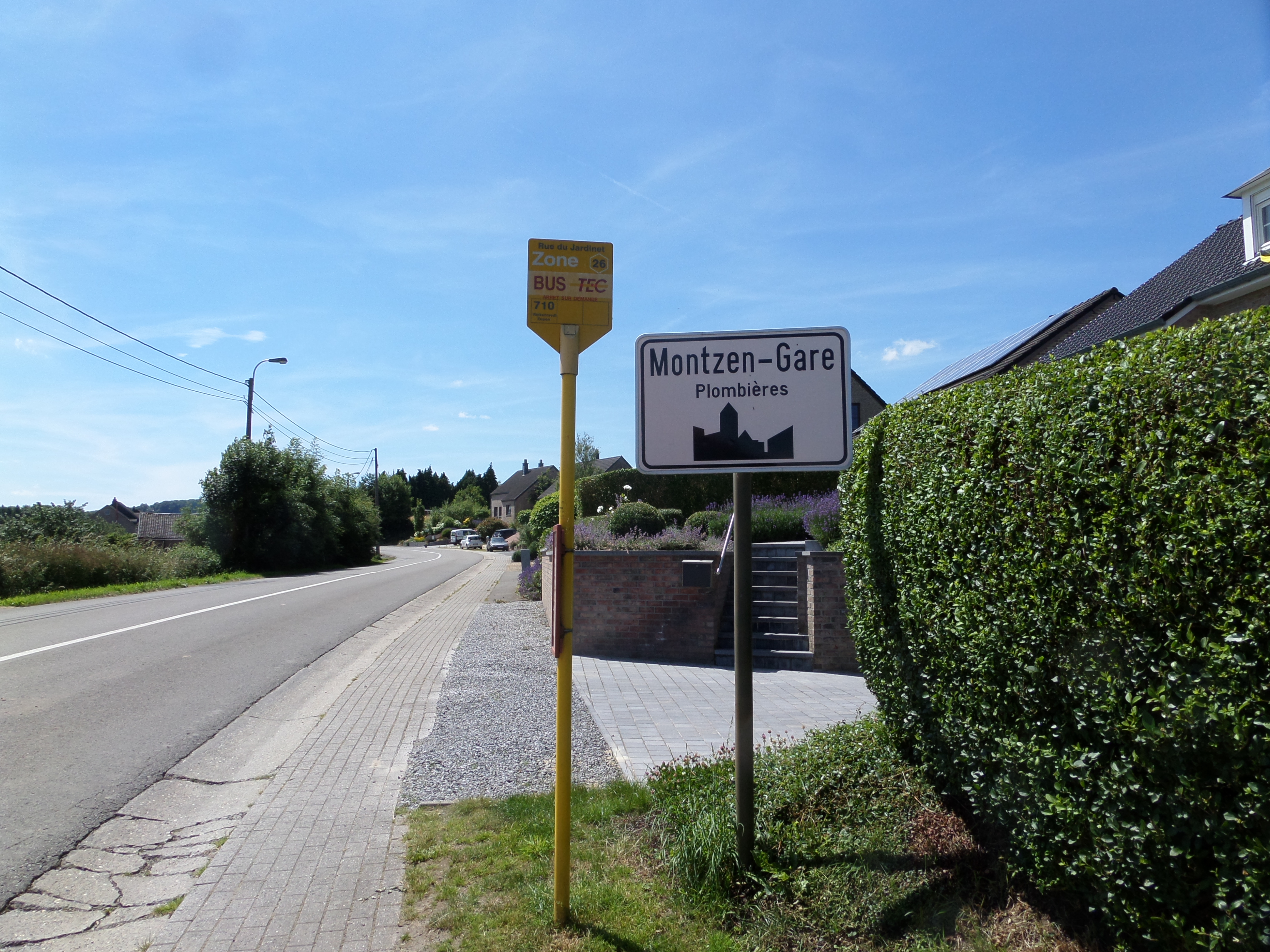
Panneau d'entrée du hameau (rue du jardinet)